# Dimitar Jakimov
Dimitar Jakimov (bulharskou cyrilicí Димитър Якимов) (* 12. srpna 1941, Šlegovo) je bývalý bulharský fotbalista, útočník. V sezóně 1970/1971 byl nejlepším střelcem bulharské fotbalové ligy.

## Fotbalová kariéra
V bulharské lize hrál za PFC Septemvri Sofia a CSKA Sofia. S CSKA Sofia získal sedm mistrovských titulů a šest vítězství v bulharském fotbalovém poháru. V Poháru mistrů evropských zemí nastoupil ve 22 utkáních a dal 3 góly, v kvalifikaci Poháru mistrů evropských zemí nastoupil ve 2 utkáních a dal 3 góly a v Poháru vítězů pohárů nastoupil v 8 utkáních a dal 5 gólů. Za bulharskou reprezentaci nastoupil v letech 1959–1973 v 62 utkáních a dal 9 gólů. Byl členem bulharské reprezentace na fotbalovém turnaji olympijských her 1960 v Římě, nastoupil ve 3 utkáních. Byl členem bulharské reprezentace na Mistrovství světa ve fotbale 1962, nastoupil v 1 utkání. Byl členem bulharské reprezentace na Mistrovství světa ve fotbale 1966, nastoupil ve 3 utkáních. Byl členem bulharské reprezentace na Mistrovství světa ve fotbale 1970, nastoupil ve 2 utkáních.  

## Ligová bilance
| Ročník                                | Zápasy | Góly | Klub                |
| ------------------------------------- | ------ | ---- | ------------------- |
| 1. bulharská fotbalová liga 1959/1960 | 21     | 11   | PFC Septemvri Sofia |
| 1. bulharská fotbalová liga 1960/1961 | 23     | 9    | CSKA Sofia          |
| 1. bulharská fotbalová liga 1961/1962 | 25     | 15   | CSKA Sofia          |
| 1. bulharská fotbalová liga 1962/1963 | 27     | 10   | CSKA Sofia          |
| 1. bulharská fotbalová liga 1963/1964 | 29     | 14   | CSKA Sofia          |
| 1. bulharská fotbalová liga 1964/1965 | 22     | 10   | CSKA Sofia          |
| 1. bulharská fotbalová liga 1965/1966 | 17     | 5    | CSKA Sofia          |
| 1. bulharská fotbalová liga 1966/1967 | 23     | 11   | CSKA Sofia          |
| 1. bulharská fotbalová liga 1967/1968 | 30     | 11   | CSKA Sofia          |
| 1. bulharská fotbalová liga 1968/1969 | 24     | 12   | CSKA Sofia          |
| 1. bulharská fotbalová liga 1969/1970 | 28     | 14   | CSKA Sofia          |
| 1. bulharská fotbalová liga 1970/1971 | 29     | 26   | CSKA Sofia          |
| 1. bulharská fotbalová liga 1971/1972 | 9      | 2    | CSKA Sofia          |
| 1. bulharská fotbalová liga 1972/1973 | 1      | 0    | CSKA Sofia          |
| 1. bulharská fotbalová liga 1973/1974 | 0      | 0    | CSKA Sofia          |
| CELKEM 1. bulharská fotbalová liga    | 308    | 152  |                     |